# Bartlmä Dill Riemenschneider
Bartlmä Dill Riemenschneider (Würzburg, 1500 – 1550) è stato un pittore tedesco.
Figlio del famoso intagliatore tedesco Tilman Riemenschneider e della sua seconda moglie Anna Rappolt, si formò ad Augusta probabilmente nella bottega di Hans Burgkmair. Secondo alcuni storici avrebbe anche frequentato la bottega di Albrecht Dürer a Norimberga ma questo fatto non è avvalorato da prove certe.
A seguito dei problemi giudiziari che coinvolsero suo padre, nella fattispecie il coinvolgimento nella Guerra dei Contadini di Würzburg, nel 1525 si trasferì a Bolzano dove aprì una bottega. Molto apprezzato dalla nobiltà tirolese fu incaricato della realizzazione di numerose opere.
Vicino al movimento degli Anabattisti, fu per questo coinvolto in un procedimento giudiziario nel 1528, e abiurò. Tuttavia un rapporto di polizia del 1548 dava incontri segreti di anabattisti presso la sua casa di Bolzano.
Tra il 1530 e il 1536 fu attivo presso la corte di Bernardo Clesio a Trento. Qui si specializzò nella decorazione di stufe in maiolica di cui egli rappresenta il massimo interprete dell'epoca. Venne inoltre a contatto con Dosso Dossi e il Romanino che nello stesso periodo stavano lavorando nel Castello del Buonconsiglio.
Ha lavorato quasi esclusivamente in Alto Adige Südtirol ed è considerato l'artista rinascimentale più importante che abbia lavorato in quella zona.

## Opere

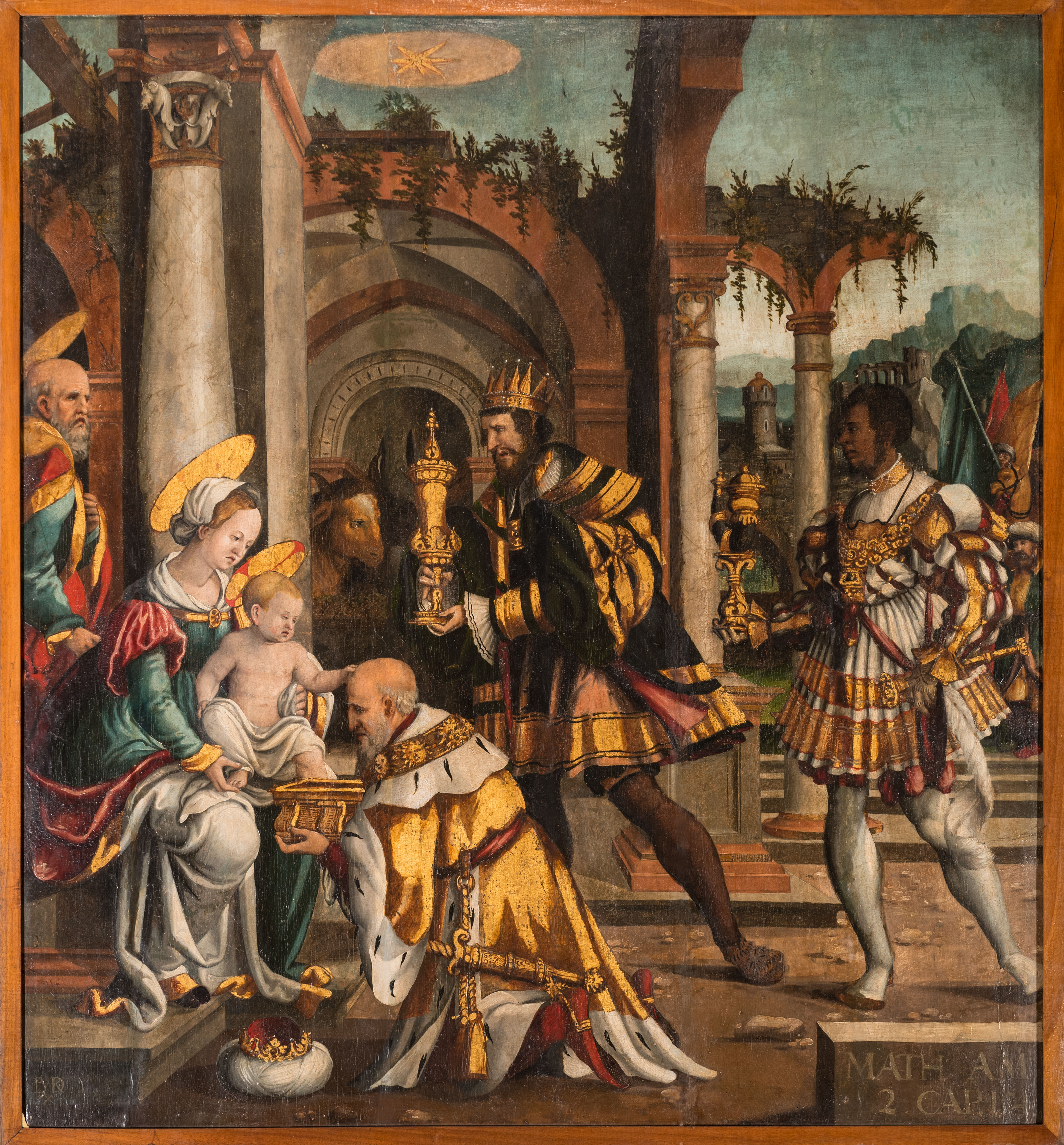
Adorazione dei Re Magi, chiesa parrocchiale di Postal

- 1530, Affreschi nella chiesa di San Niccolò a Caldaro
- 1532, Stufa in maiolica con scene dell'Antico Testamento, Castello del Buonconsiglio di Trento
- 1537, Disegni per le vetrate della chiesa di Civezzano
- 1537, Affreschi per la chiesa di Varollo
- 1538, Affreschi a Castel Jaufenburg, San Leonardo in Passiria
- 1539, Affresco del Monte Olimpo sul labirinto d'acqua a Palazzo Ducale, Mantova
- 1539/49, Stufa in maiolica a Castel Coldrano
- 1540, Affreschi a Castel Rubein, Merano
- 1543, Affreschi a Castel Flavon, Bolzano
- Altare dei Re Magi per il duomo di Bressanone

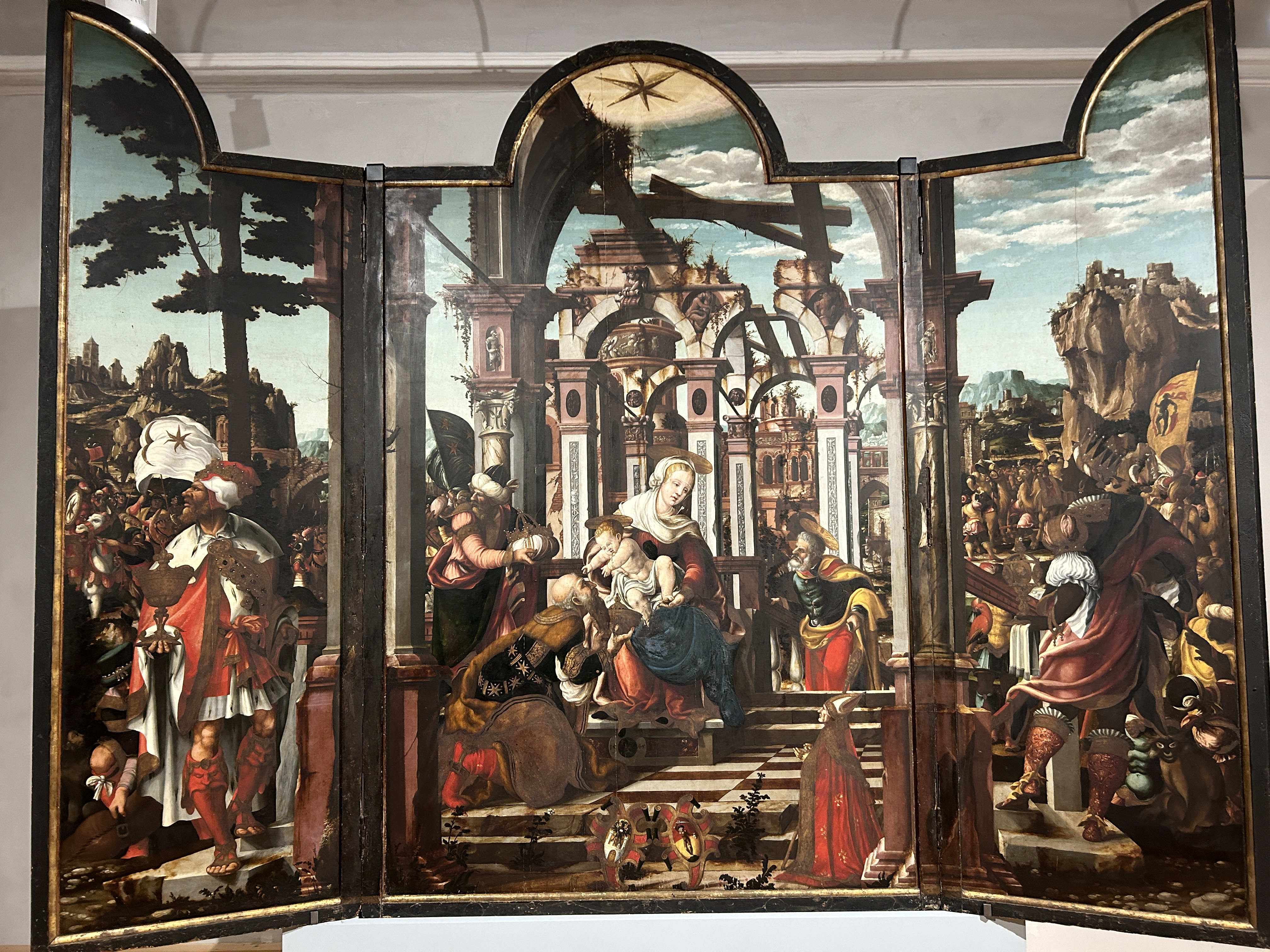
Altare dei Re Magi per il duomo di Bressanone

- 1545, Altare dei Re Magi per il duomo di Bressanone, Museo diocesano di Bressanone
- 1545, Altare dei Re Magi per la chiesa di Postal
- 1545, Affreschi esterni Casa Bertagnolli, Fondo
- 1546, Stufa in maiolica con episodi del mito degli Argonauti, Museo diocesano di BressanoneBartl Dill Riemenschneider, disegni per le vetrate della chiesa di CivezzanoStua Granda, Castello del Buonconsiglio di Trento

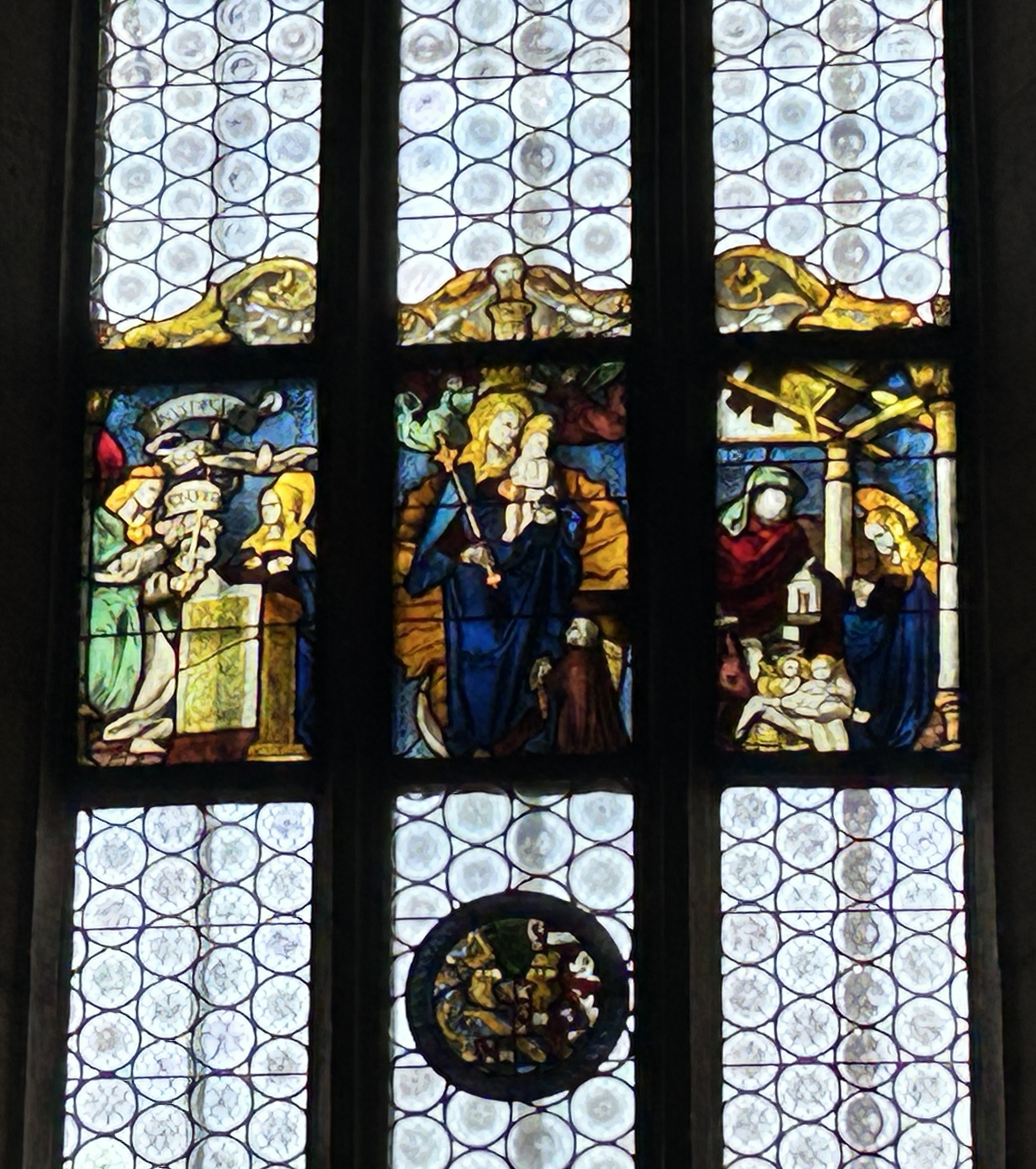
Bartl Dill Riemenschneider, disegni per le vetrate della chiesa di Civezzano

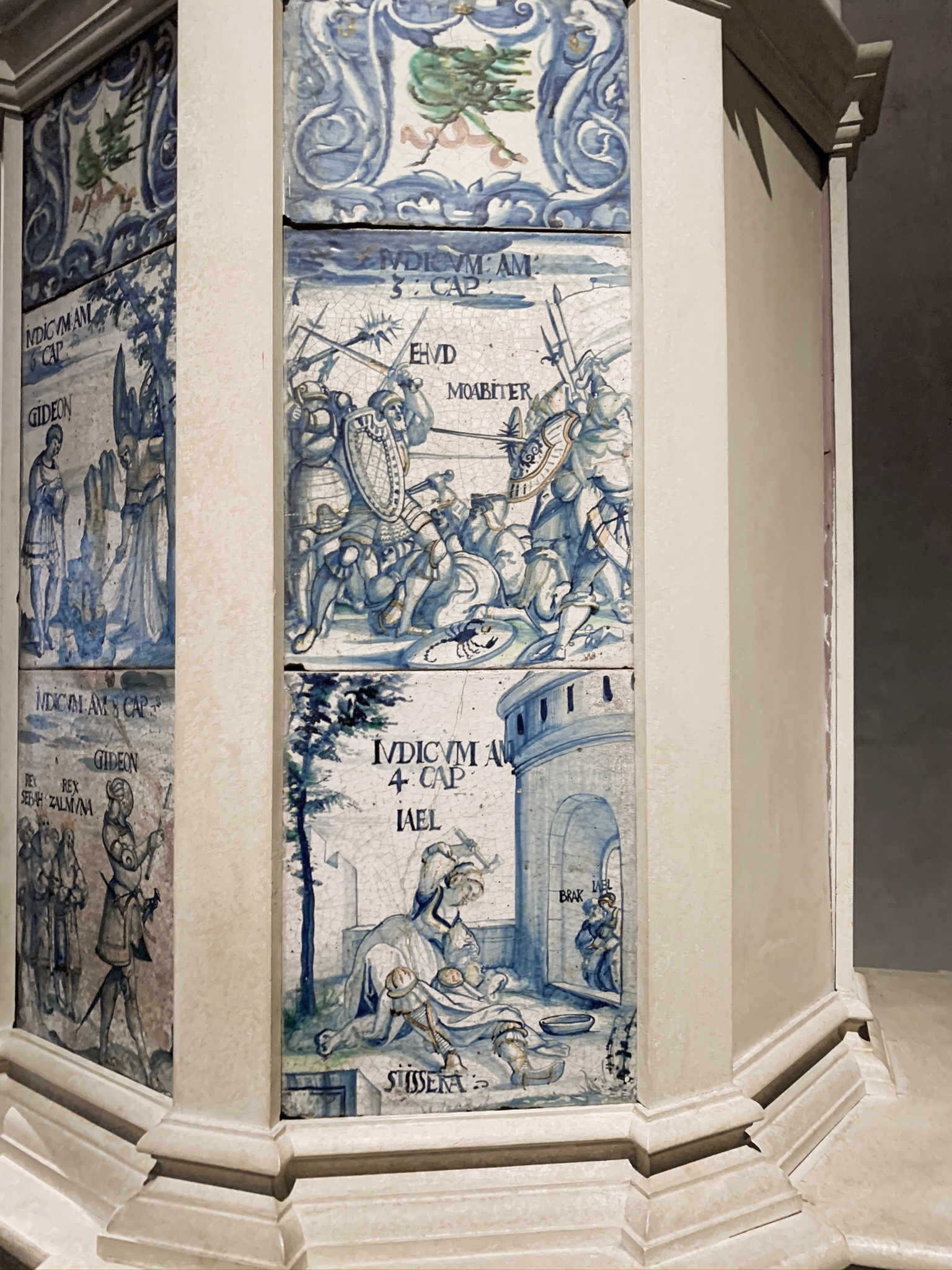
Stua Granda, Castello del Buonconsiglio di Trento

- 1547, Affreschi nella residenza Langenmantel a Termeno

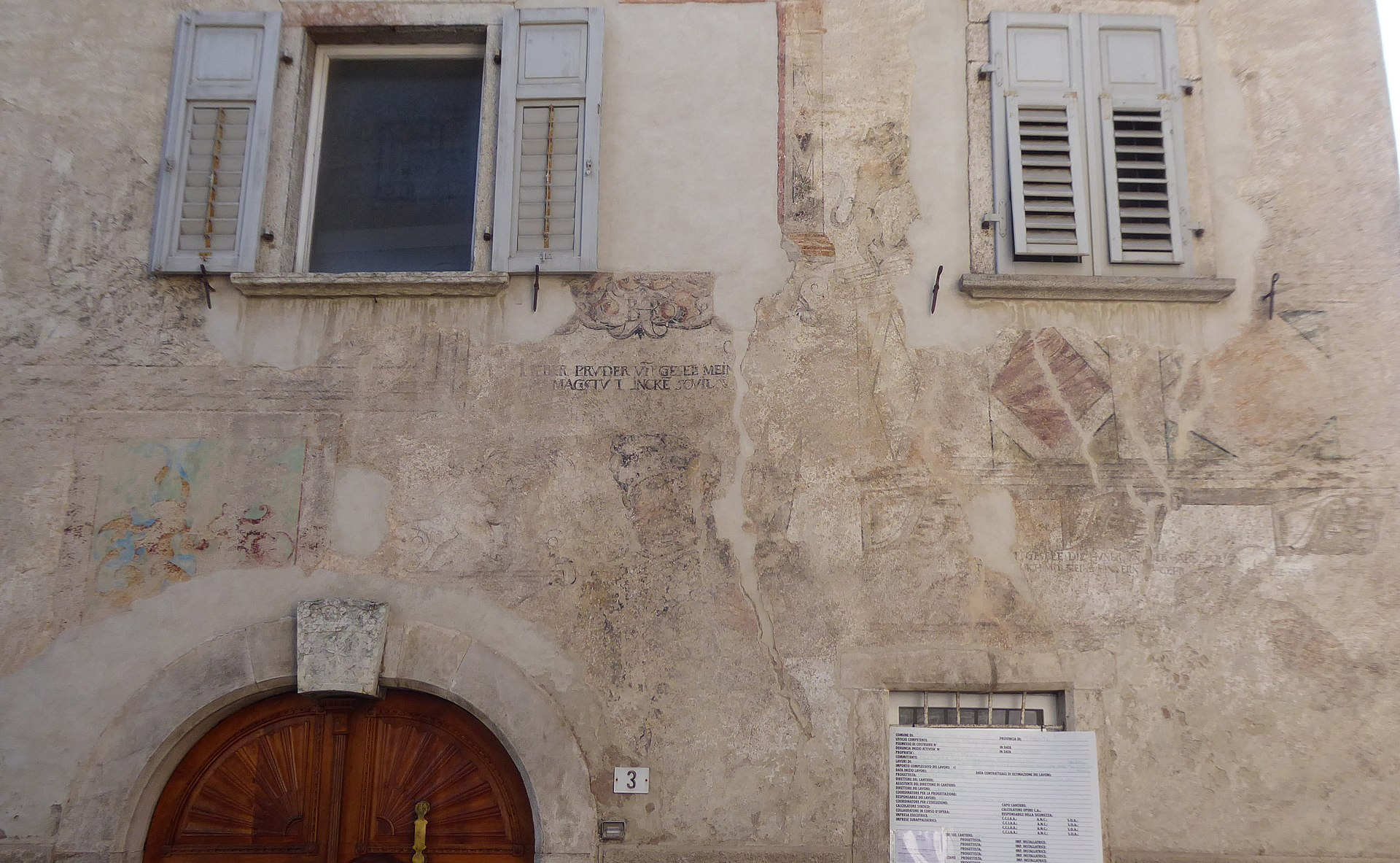
Ciclo di Troia, Casa Bertagnolli, Fondo

- 1547/48, Affreschi a Castel Juval